# Вест Ошан Сити (Мериленд)
Вест Ошан Сити (енгл. West Ocean City) насељено је место без административног статуса у америчкој савезној држави Мериленд.

## Демографија
По попису из 2010. године број становника је 4.375, што је 1.064 (32,1%) становника више него 2000. године.
| Група             | 2000.         | 2010.         |
| Белци             | 3.137 (94,7%) | 4.069 (93,0%) |
| Афроамериканци    | 53 (1,6%)     | 54 (1,2%)     |
| Азијати           | 22 (0,7%)     | 38 (0,9%)     |
| Хиспаноамериканци | 47 (1,4%)     | 125 (2,9%)    |
| Укупно            | 3.311         | 4.375         |